# 成田市
成田市（日语：／ Narita shi */?）是位於日本千叶县北部的城市。境內有成田国际机场，门前町成田山新胜寺是成田市最早發展的地區，本市也因此而繁榮。人口约10万人。

## 概要
古時的成田市做為成田山新勝寺、宗吾靈堂兩大靈場的門前町而繁榮。明治時期為宮內廳下總御料牧場所在地。1950年代以前是以觀光與農業為發展主軸的田園都市，1960年代決定在本市東南部建設「新東京國際機場」，即成田國際機場，1978年機場啟用及高度經濟成長期讓成田市的經濟、產業出現極大的轉變。
過去為純農村，但現在農業人口持續減少，並轉型為都市近郊型農業。機場相關服務業等第三級產業興起。此外，觀光雖然不比過去，但現在的成田山新勝寺在正月首三天（即初詣期間）仍有270萬人以上、全年約1000萬人左右參訪，是全國首屈一指的靈場町。
相對於飽受機場噪音影響的芝山町等地，成田市區因位於遠離機場場區及航道的丘陵地，噪音情形較為輕微，市內更有許多地區未受到機場噪音干擾。由於機場大部分用地屬成田市，相關稅收等讓本市財政狀況名列前茅；但因噪音汙染是出現在機場周邊與航道下方，也產生本市獨佔利益的批評聲浪。
1986年，為避免一極集中化而指定本市為業務核都市，千葉縣則將本市定位為千葉新產業三角構想的中核都市。2003年4月21日，依據國家構造改革特別區域法將成田市劃為國際機場特區（国際空港特区），同年5月23日核准成為國際教育推進特區。2006年（平成18年）3月27日，香取郡下總町、大榮町併入本市。

## 交通

### 航空
- 成田國際機場（成田機場）

### 道路

#### 高速公路
- 東關東自動車道
- 新機場自動車道
- 首都圈中央連絡自動車道（圈央道）

### 鐵路
東日本旅客鐵道（JR東日本）
- 成田線：成田站 - 久住站 - 滑河站
  - 我孫子支線：成田站 - 下總松崎站
  - 機場支線：成田站 - 機場第2大樓站 - 成田機場站

京成電鐵
- 京成本線：公津之杜站 - 京成成田站 - 機場第2大樓站 - 成田機場站
- 東成田線：京成成田站 - 東成田站
- 成田機場線：成田湯川站